# Thorpe Salvin
Thorpe Salvin är en civil parish i Rotherham i Storbritannien. Den ligger i grevskapet South Yorkshire och riksdelen England, i den sydöstra delen av landet, 210 km norr om huvudstaden London.